# Província de Verona
La província de Verona és una província forma part de la regió del Vèneto dins Itàlia. La seva capital és Verona.
Limita al nord amb el Trentino - Alto Adige (província de Trento), a l'est amb la província de Vicenza i la província de Pàdua, al sud per la província de Rovigo, i al sud i a l'oest amb la Llombardia (província de Màntua i província de Brescia).
Té una àrea de 3.096,39 km², i una població total de 921.546 hab. (2016). Hi ha 98 municipis a la província.